# Batalla de San Luis de Bocachica
La batalla de San Luis de Bocachica fue el primer combate de entidad que tuvo lugar durante el Sitio de Cartagena de Indias, la batalla más decisiva de la guerra del Asiento, que enfrentó a las tropas coloniales de España e Inglaterra entre 1739 y 1748. Aunque los defensores del Fuerte de San Luis solicitaron la capitulación, ésta fue rechazada por los ingleses. Ante esta circunstancia, los españoles consiguieron replegarse con un número muy reducido de bajas mientras que los ingleses consiguieron forzar la entrada a la bahía de Cartagena de Indias a pesar de haber sufrido un número de bajas muy superior.

## Antecedentes
En enero de 1741 el general francés D'Antain comunicó por escrito a la plaza de Cartagena de Indias que una escuadra inglesa de 190 buques con miles de soldados a bordo había arribado a la Dominica. Parecía claro que los británicos pretendían con una flota de tal magnitud sitiar o atacar La Habana o Cartagena de Indias, los dos principales enclaves españoles en el Caribe. La Habana estaba muy fortificada y protegida por la escuadra del almirante Torres, por lo que finalmente la flota inglesa, bajo mando del almirante Vernon se presentó en Cartagena el 13 de marzo de 1741. El grueso de la flota fondeó frente a la ciudad de Cartagena, aunque fuera del alcance de los cañones españoles. El día 19 se producían los primeros intentos de desembarco ingleses en una zona cenagosa situada al este de Cartagena conocida como La boquilla, si bien fueron rechazados por un destacamento español emplazado en la zona.
- Datos: Q5722917